# St-Maclou (Sainneville)

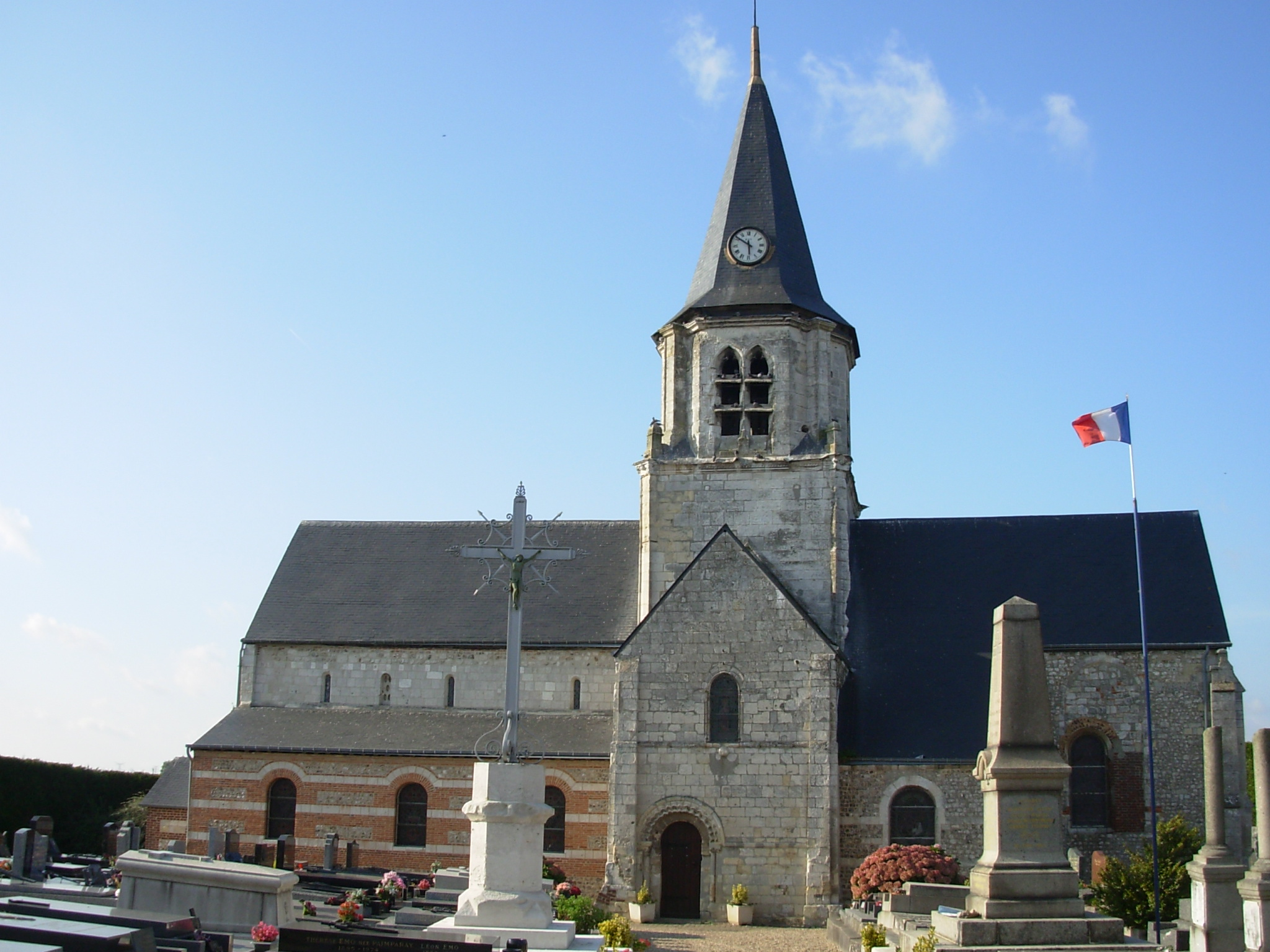
Kirche St-Maclou in Sainneville, Südseite

Die römisch-katholische Kirche St-Maclou in Sainneville, einer französischen Gemeinde im Département Seine-Maritime in der Region Normandie, wurde im 12. Jahrhundert errichtet. Die romanische Kirche, umgeben von einem Friedhof, ist seit 1926 ein geschütztes Baudenkmal (Monument historique).

## Geschichte
Die dem heiligen Machutus geweihte Kirche besitzt aus der romanischen Erbauungszeit noch das dreijochige Mittelschiff und den größten Teil des Querhauses. Der übrige Bau wurde im 16./17. Jahrhundert erneuert. Von der Westfassade hat sich nur noch das Portal erhalten, dem in neuerer Zeit ein Portalvorbau vorgelegt wurde. Das Portal ist von einem Flechtband eingefasst, das je über die Pfeiler bis auf den Boden verläuft. Im flach gedeckte Langhaus ruhen unten gestufte Rundbögen auf Pfeilern mit kreuzförmigem Querschnitt. Darüber öffnen sich über einem Rundstab hohe, schmucklose Fenster. Die Kapitelle tragen Ornamente aus Blattwerk, Vögeln, Fabeltieren oder Masken. Nur das südliche Querhaus ist noch vollständig aus der Erbauungszeit erhalten, es besitzt ein Portal unter einem doppelt gestuften Rundbogen, der mit Zickzackstab, Scheiben- und Perlfries verziert ist.